# Atlantis (Flórida)
Atlantis é uma cidade localizada no estado americano da Flórida, no condado de Palm Beach. Foi incorporada em 1959.

## Geografia
De acordo com o United States Census Bureau, a cidade tem uma área de 3,7 km², onde 3,6 km² estão cobertos por terra e 0,1 km² por água.

### Localidades na vizinhança
O diagrama seguinte representa as localidades num raio de 8 km ao redor de Atlantis. 

## Demografia
Segundo o censo nacional de 2010, a sua população é de 2 005 habitantes e sua densidade populacional é de 556,93 hab/km². Possui 1 232 residências, que resulta em uma densidade de 342,21 residências/km².